# Doris Morf
Doris Morf, née le 17 septembre 1927 à Saint-Gall (originaire de Zurich, Fällanden et Winterthour) et morte le 27 août 2003 à Zurich, est une personnalité politique suisse, membre du parti socialiste, et un écrivain.

## Biographie
Doris Morf naît Doris Keller le 17 septembre 1927 à Saint-Gall. Elle est originaire de trois communes du canton de Zurich : Zurich, Fällenden et Winterthour. Son père, Karl Keller, est monteur indépendant ; sa mère est née Elisabeth Wenger.
Après des études de langue et littérature allemandes, d'histoire et de journalisme à l'Université de Zurich, elle devient correspondante de divers journaux à New-York pendant trois ans, puis collabore à plusieurs revues, notamment Die Frau (de). Elle est éditrice à Zurich de 1960 à 1975.
Elle est l'auteur de romans, de scénarios et de livres pour enfants qu'elle écrit à partir du milieu des années 1960.
Elle épouse Peter Jakob Morf, un chirurgien, en 1949, puis l'écrivain André Kaminski (de) en 1989. Elle est mère de trois fils,. L'aîné meurt d'un accident à l'âge de 5 ans et demi.
Elle décède le 27 août 2003 à Zurich.

## Parcours politique
Sollicitée par trois partis différents au début des années 1970, elle choisit d'adhérer au Parti socialiste après avoir étudié les différents programmes.
Elle siège au Conseil communal (législatif) de la ville de Zurich de 1970 à 1977. Elle en est l'une des huit premières femmes.
Elle crée la surprise en étant élue au Conseil national en 1975, alors qu'elle ne figurait qu'en dixième place de sa liste. Elle y succède à Otto Schütz, décédé quelques semaines avant les élections. Elle est l'une des premières femmes de l'hémicycle, et y siège jusqu'en 1990. Elle annonce en décembre 1990 qu'elle ne poursuit pas son mandat après la session d'hiver en cours. Elle est remplacée par Barbara Haering.
Elle est candidate au Conseil des États en 1971, mais n'est pas élue, échouant (avec 117 175 suffrages) face aux deux sortants, l'indépendant Albin Heimann (de) (212 531 suffrages) et le radical Fritz Honegger (189 885 suffrages).
Membre de l'Assemblée parlementaire du Conseil de l'Europe de 1984 à 1990, elle préside par ailleurs la Commission suisse de l'UNESCO de 1992 à 1997 et représente la Suisse au Conseil exécutif de l'UNESCO de 1993 à 1997.

### Positionnement politique
Elle représente selon les uns le centre-gauche de son parti et l'aile gauche selon d'autres observateurs.
Elle s'intéresse surtout aux questions relatives à la culture, à la formation et à l'environnement.
Elle est membre du comité d'initiative qui milite dans les années 1970 pour la solution des délais en matière d'avortement,. Au début des années, elle s'oppose 1980 à l'initiative populaire « en faveur de la culture » lancée par la gauche et les syndicats.

## Distinctions
- 1964 : prix du jubilé du Lyceum Club de Suisse pour Das Haus mit dem Magnolienbaum[1]

- 1966 : prix de reconnaissance de la ville de Zurich[1]

## Publications
- (de) Charles Lewinsky et Doris Morf, Hitler auf dem Rütli : Protokolle einer verdrängten Zeit, Zurich, Unionsverlag, 1984, 250 p. (ISBN 3293000819)[15]
- (de) Zürcher Vexierbilder  (ill. Mily Dür), Berne, Bubenberg, 1976, 120 p. (ISBN 3855850216)
- (de) Pfungg und Trix : Ein Kinderbuch, Zurich, Ex Libris, 1969, 78 p.
- (de) Die Katzen gehn nach Wallisellen : Geschichte einer Demonstration., Zurich, Domo, 1969, 184 p.[16]
- (de) Vexierbilder, Zurich, Domo, 1968, 94 p.
- (de) Die Entgolder : Geschichte eines Martinstags., Zurich, Domo, 1966, 242 p.
- (de) Das Haus mit dem Magnolienbaum, Mönchaltorf, Nord-Süd, 1964, 185 p.

## Scripts
- Die Marokkanische Hochzeit, téléfilm diffusé sur la DRS, 1986[17]

- Beni und Claudia, téléfilm diffusé sur la SRF, 1972[18]